# Salgótarjáni BTC
Salgótarjáni BTC é uma equipe húngara de futebol com sede em Salgótarján. Disputa a terceira divisão da Hungria (Nemzeti Bajnokság III).
Seus jogos são mandados no Tóstrandi Sporttelep.

## História
O Salgótarjáni BTC foi fundado em 13 de Maio de 1920.